# Perissomastix asiriella
Perissomastix asiriella är en fjärilsart som beskrevs av Petersen och Reinhardt Gaedike 1982. Perissomastix asiriella ingår i släktet Perissomastix och familjen äkta malar.
Artens utbredningsområde är Saudiarabien. Inga underarter finns listade i Catalogue of Life.